# 무사 배로
무사 배로(영어: Musa Barrow, 1998년 11월 14일 ~ )는 사우디 프로페셔널리그의 알타아원과 감비아 국가대표팀에서 공격수로 활약하고 있는 감비아의 축구 선수이다.

## 구단 경력

### 초기 경력
배로는 2016년 감비아에서 아탈란타에 합류하여 지역과 거리에서 축구를 했고 청소년 대표팀에서의 첫 출전에서 미드필드에서 2골을 득점했다. 그는 청소년 대표팀에서 15경기에서 19골을 넣은 후 2018년 1군에 합류했다.

### 아탈란타
2018년 1월 30일, 1-0으로 패한 유벤투스와의 코파 이탈리아 경기에서 아탈란타 소속으로 프로 데뷔 전을 치렀다. 2018년 2월 10일, 그는 1-1로 비긴 크로토네의 경기에서 아탈란타 소속으로 세리에 A 데뷔 전을 치렀다.
그는 2018년 4월 13일 0-0으로 비긴 인터 밀란과의 홈경기에서 첫 선발 출전을 했다.
2019년 9월 18일, 그는 디나모 자그레브와의 경기에서 챔피언스리그 데뷔 전을 치렀다.

### 볼로냐
2020년 1월 17일, 배로는 1,300만 유로의 이적료로 아탈란타에서 볼로냐로 임대 이적했다. 이적 직후, 배로는 시니샤 미하일로비치의 주전 공격수가 되었고, 1월에 도착했음에도 불구하고 시즌 최고 득점자 중 한 명이 되었다. 2020년 12월 16일, 배로는 연장전에서 볼로냐가 2-2로 비긴 스페치아와의 경기에서 중앙에서 멋진 골을 넣었다. 그는 시즌을 8골로 마쳤다. 2021년 7월 2일, 볼로냐는 그의 권리를 매입했다.
2023년 4월 2일, 볼로냐가 우디네세를 상대로 3-0으로 이긴 경기에서 골을 넣었고, 2022년 12월 백혈병으로 사망한 미하일로비치에게 헌납했다. 이 골은 올 시즌 배로의 세 번째이자 마지막 세리에 A 골로, 8도움을 기록했다.

### 알타아원
2023년 9월 4일, 사우디 프로페셔널리그의 알타아원은 800만 유로의 이적료에 배로는 3년 계약을 맺었다고 발표했는데, 보너스를 포함하면 1,000만 유로로 인상될 수 있다. 9월 16일, 그는 3-2로 패한 알아흘리와의 경기에서 데뷔 첫 골을 기록했다.

## 국가대표팀 경력
2018년 6월 1일 모로코 U-23과의 친선 경기에서 감비아 U-23의 유일한 골을 기록했다.
2018년 9월 8일 알제리와의 2019년 아프리카 네이션스컵 예선 경기에서 감비아 축구 국가대표팀 데뷔 전을 치렀다.
그는 2021년 아프리카 네이션스컵에 출전해 2골을 넣었고, 이 대회에서 8강에 진출했다.

## 플레이 스타일
배로는 왼쪽 측면 공격수로 활약한다. 그는 종종 자신의 페이스를 이용해 왼쪽 날개를 뛰어 내려가거나 안쪽으로 들어가 골문을 향해 슛을 날린다. 그는 박스 밖에서 세리에 A에서 여러 골을 넣는 강력한 슈팅으로 유명하다. 그는 득점이 부족하다는 비판을 받았지만 그의 에이전트인 루이지 소렌티노는 그것은 그가 경기의 수비 단계에서 많은 희생을 해야 하기 때문이라고 말했다.